# Micromus tasmaniae
Micromus tasmaniae är en insektsart som först beskrevs av Walker 1860.  Micromus tasmaniae ingår i släktet Micromus och familjen florsländor. Inga underarter finns listade i Catalogue of Life.